# Rio Grande do Norte
Rio Grande do Norte je brazilský spolkový stát v severovýchodní části Brazílie. Má hranice se spolkovými státy Ceará a Paraíba a leží na pobřeží Atlantského oceánu. Stát Rio Grande do Norte měl podle sčítání v roce 2005 3 006 273 obyvatel a má rozlohu 53 306,8 km². Hustota zalidnění je 57,7 obyvatel na km². Hlavní město spolkového státu je Natal. V překladu do češtiny znamená název státu Velká řeka severu. Pod správu tohoto brazilského státu patří i 230 km od pevniny vzdálený, neobydlený atol Rocas (atol a okolní vody jsou biosférickou rezervací i přírodním světovým dědictvím UNESCO).

## Města

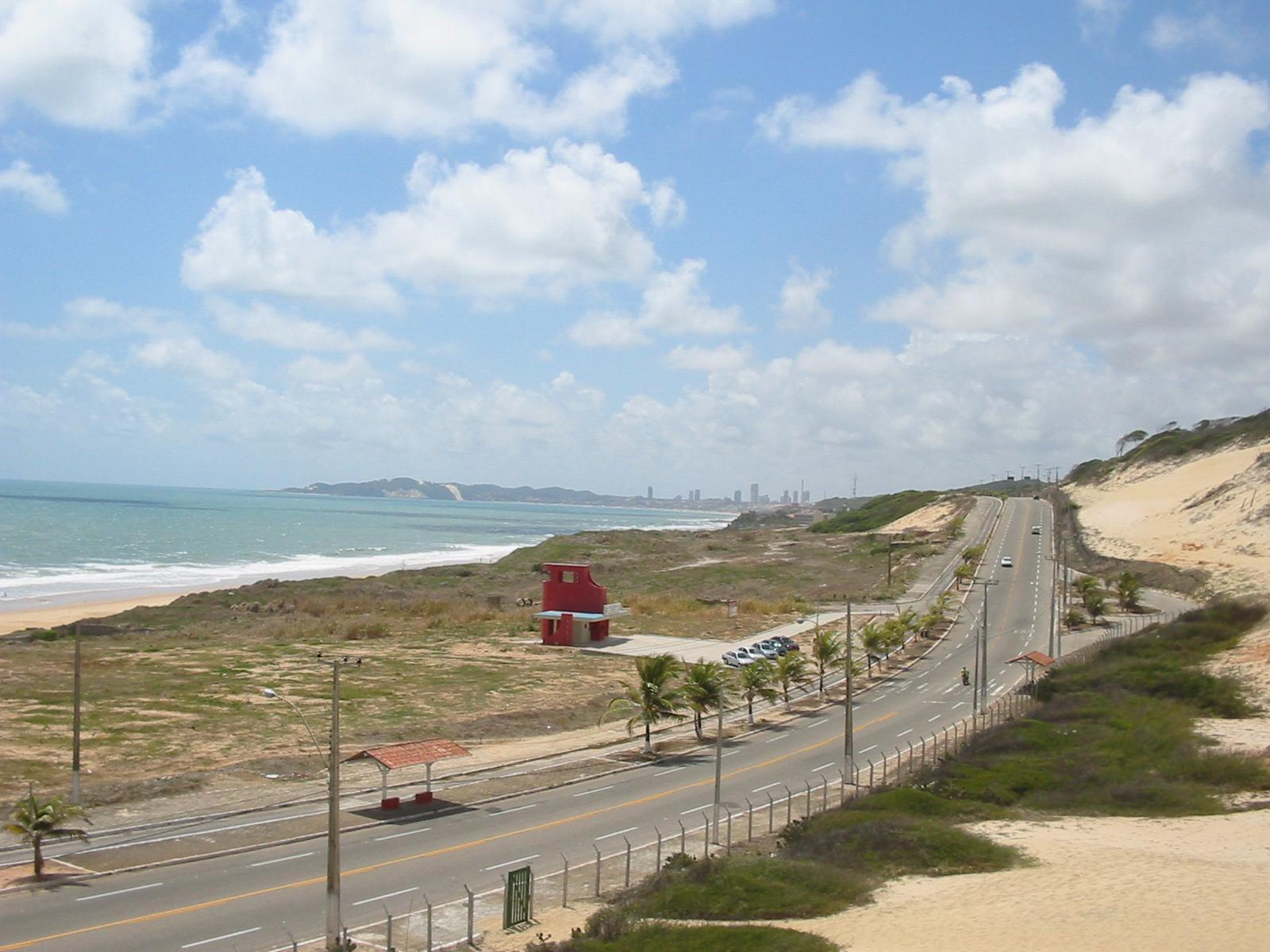
Pláž u města Natal

Největší města spolkového státu Maranhão, počet obyvatel k 1. červenci 2004:
- Natal – 766 081
- Mossoro – 224 910
- Parnamirim – 156 181
- Sao Goncalo do Amarante – 82 063
- Ceara-Mirim – 67 692
- Macaiba – 60 749
- Caico – 60 266
- Acu – 50 117
- Currais Novos – 41 080
- Sao Jose de Mipibu – 38 381
- Nova Cruz – 35 774
- Apodi – 35 713
- Santa Cruz – 32 648
- Touros – 31 296
- Joao Camara – 30 989
- Canguaretama – 29 110
- Pau dos Ferros – 26 775
- Macau – 25 554